# Canti XI delle lodi della signora Lucrezia Gonzaga di Gazuolo

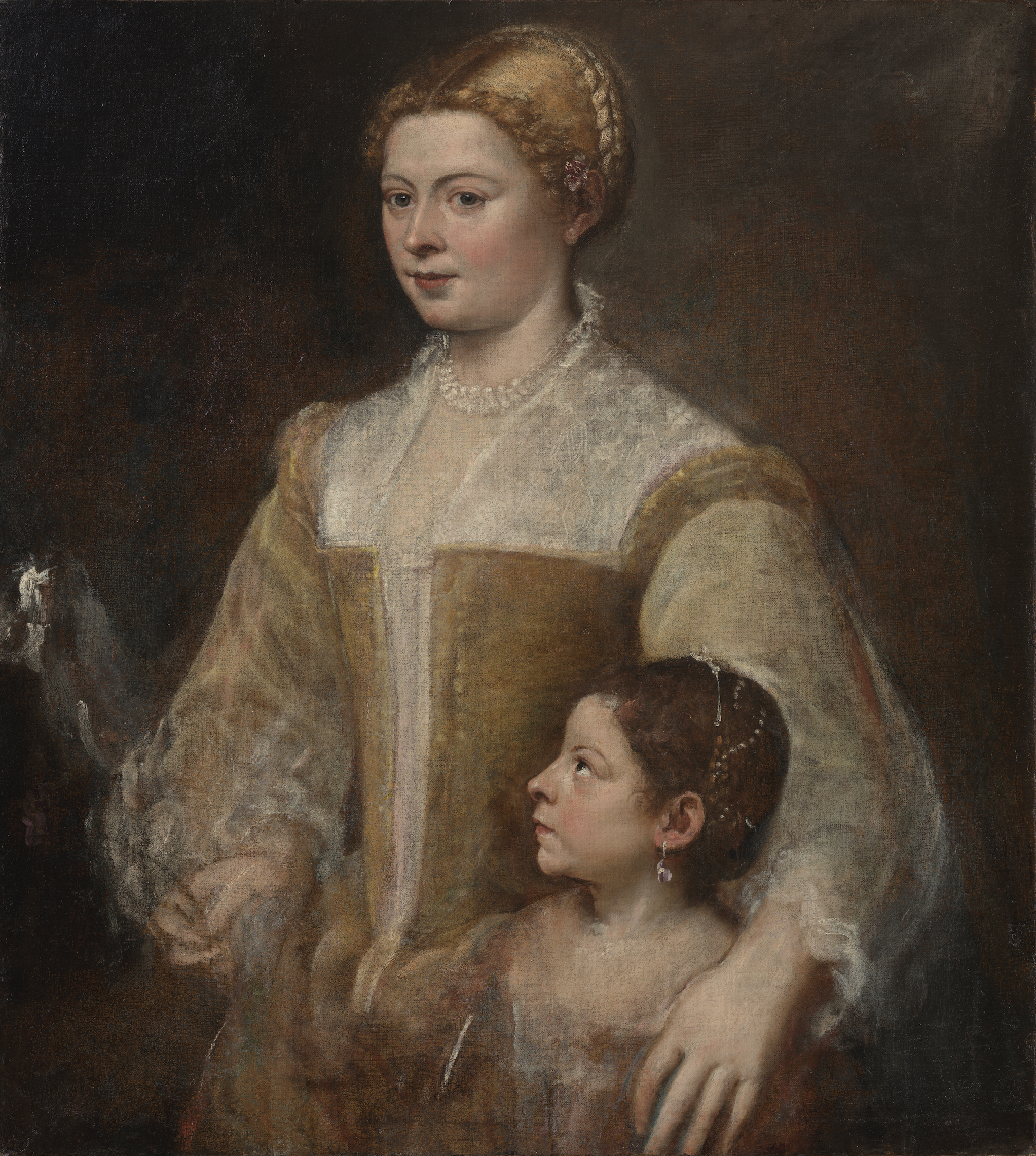
Tiziano, Ritratto di una donna e sua figlia, 1550 ca.

Canti XI delle lodi della signora Lucrezia Gonzaga di Gazuolo è un poema in ottave in lode di Lucrezia Gonzaga (1522-1576) di Gazzuolo, scritto nel 1538 da Matteo Bandello e pubblicato nel 1545.
Composto da 11 canti, il poema è dedicato a Lucrezia Gonzaga, discepola del Bandello, negli anni della sua permanenza a Castel Goffredo (Mn) alla corte del marchese Aloisio Gonzaga, e di cui l’autore si innamorò segretamente, nel quale ne lodava la bellezza, la modestia e la cultura.
Due strofe sono dedicate alla nobile fiorentina Violante Borromeo (“Viola” nei Canti), altro amore platonico di gioventù dello scrittore, morta precocemente nel 1506.